# Tiffany Evans

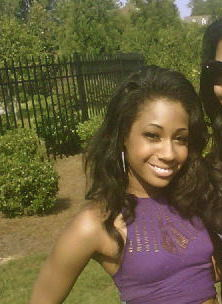
Tiffany Evans (2011)

Tiffany Evans (* 4. August 1992 in Bronx, New York City, New York) ist eine US-amerikanische R’n’B-, Gospel- und Pop-Sängerin und gelegentliche Schauspielerin.

## Leben
Tiffany Evans wurde in der Bronx geboren und begann im frühen Alter von drei Jahren zu singen. Sie nahm am amerikanischen Star Search in der Juniorgruppe teil und hatte guten Erfolg. Evans wurde durch Vocal Trainer Sal Dupree ausgebildet.

## Musikkarriere
Evans sang den Soundtrack Who Am I? für Tarzan 2. Sie ist bei Columbia Records unter Vertrag. Ihr Song Girl Gone Wild wurde von Timbaland produziert. Am 22. April 2008 erschien ihr erstes Album Tiffany Evans in den USA. Es erreichte Platz 134 der US Album Charts. Evans blieb zwei Monate in Atlanta, um an ihrem neuen Album zu arbeiten und arbeitete an einem neuen Look. Nach zwei Jahren veröffentlichte sie 2010 ihre neue Single I’ll Be There, das dazugehörige Album Perfect Imperfection wird in Mitte 2011 veröffentlicht.

## Filmografie
- 2003: The District – Einsatz in Washington (The District, Fernsehserie, eine Folge)
- 2005: Das verrückte Tagebuch (Diary of a Mad Black Woman)
- 2005: Tarzan 2 (Tarzan II, Stimme)
- 2007: Law & Order: Special Victims Unit (Fernsehserie, eine Folge)

## Diskografie

### Studioalben
- 2008: Tiffany Evans

### EPs
- 2004: Tiffany Evans
- 2013: 143
- 2015: All Me

### Singles
- 2004: Let Me Be Your Angel
- 2005: Thinkin' About
- 2006: Who I Am
- 2007: Promise Ring (feat. Ciara)
- 2008: I'm Grown (feat. Bow Wow)
- 2010: I'll Be There
- 2012: U Got a Woman
- 2012: If You Love Me
- 2014: Baby Don't Go
- 2015: Red Wine
- 2015: On Sight (feat. Fetty Wap)